# Nedtælling
Nedtælling (originaltitel: Sprängaren) er en svensk thrillerfilm fra 2001 instrueret af Colin Nutley. Filmen er baseret på Liza Marklunds roman Deadline og har blandt andre Helena Bergström, Niklas Hjulström og Örjan Ramberg i hovedrollerne.

## Handling
Christina Furhage er ansvarlig for de kommende Olympiske Lege i Stockholm. Hun bliver dræbt i en eksplosion på Stockholms Stadion, og det sætter gang i en desperat jagt på bombemanden. En journalist arbejder på historien men kommer selv i fare.

## Medvirkende
- Helena Bergström som Annika Bengtzon
- Niklas Hjulström som Thomas Samuelsson
- Meta Velander som Thomas mor
- Örjan Ramberg som Anders Schyman
- Reine Brynolfsson som Spiken
- Brasse Brännström som Nils Langeby
- Ewa Fröling som Berit
- Pernilla August som Beata Ekesjö
- Thomas Pontén som Evert Danielsson
- Maria Lundqvist som Eva-Britt Qvist
- Emil Forselius som datahacker
- Katarina Sandström som nyhedsvært på SVT
- Lasse Bengtsson som nyhedsvært på TV4